# Понте Ламбро
По̀нте Ла̀мбро (на италиански: Ponte Lambro; на ломбардски: Punt, Пунт) е малко градче и община в Северна Италия, провинция Комо, регион Ломбардия. Разположено е на 365 m надморска височина. Населението на общината е 4313 души (към 2017 г.).